# Carlo W. Sørensen
Carlo W. Sørensen var en dansk tillidsperson i dansk cykelsport. Fra 1971 til 1977 var han formand for Danmarks Cykle Union (DCU). Han var medlem af Odense Cykelbane Klub.